# Zhang Yifan
Zhang Yifan (张一璠S; 22 novembre 2000) è una nuotatrice cinese, vincitrice della medaglia d'oro ai Giochi olimpici estivi di Tokyo 2020 nella staffetta 4x200 metri stile libero.

## Palmarès
- Giochi olimpici

Tokyo 2020: oro nella 4x200m sl.
- Universiadi

Chengdu 2023: oro nella 4x100m sl e nella 4x200m sl.